# Хронологія Ленінопаду (2017)
У цій статті в хронологічному порядку наведено перелік подій, які відбувалися в рамках Ленінопаду. Перший головний розділ вміщує демонтажі, знесення та повалення пам'ятників Володимирові Леніну. Окремими розділами наведені події демонтажів та повалень пам'ятників іншим комуністичним діячам, а також ліквідації радянських символів під час Ленінопаду. Окрім того, окремо наведено перелік подій, під час яких демонтажам, знесенням чи пошкодженням яких чинили опір. Перелік подій, дата яких невідома, також поданий окремим розділом.
У випадку демонтажу пам'ятки це може не бути вказано. Якщо пам'ятник повалено або демонтовано з примітками — це вказується додатково.

## Знесення і демонтаж пам'ятників Леніну

### Березень
1. 10 березня — с. Терешки (Барський район) Вінницька область[1], демонтовано останній пам'ятник Леніну на території Вінницької області.

### Квітень
1. 22 квітня — Капітанівка Новомиргородський район Кіровоградська область, демонтовано останній пам'ятник Леніну[2]

### Травень
1. 5 травня — Затишшя Захарівський район Одеська область, знесено верхню частину пам'ятника[3].
2. 12 травня — Київ, пам'ятник у Голосіївському районі (вул. Козацька, 122), повалено[4]

### Липень
1. 14 липня — Ківшарівка (смт), школа № 11 Куп'янської міськради Харківська область, демонтовано пам'ятник Володі Ульянову[5][6]

### Вересень
1. 2 вересня — Стайки Кагарлицького р-ну Київська область, на території цегляного заводу[7]

### Жовтень
1. 4 жовтня — Садове Миколаївська область, знесено[8]
2. 5 жовтня — Кубей Болградського району Одеська область, відпиляно голову і руку пам'ятника Леніну, який сільрада разом з пам'ятником Калініну відреставрували за бюджетні кошти. 6 жовтня пам'ятники остаточно було демонтовано[9][10]
3. 6 жовтня — Кубей Болградського району Одеська область, демонтовано другого Леніна (біля школи)[11]
4. 18 жовтня — Миколаїв, демонтовано барельєф Леніну на суднобудівному заводі ім. 61 комунара[12]

### Листопад
1. 4 листопада — Гранітне, Апостолівський р-н, Дніпропетровська обл., демонтовано.[13]
2. 4 листопада — c. Варварівка, Долинський р-н, Кіровоградщина, демонтовано.[14]
3. 13 листопада — Шабо, Білгород-Дністровський район Одеська область, демонтовано.[15]
4. 14 листопада — Київ, на Мінському масиві в Оболонському районі знайшли пам'ятник Леніну на території колишнього тепличного господарства, через яку повинна проходити Окружна дорога до вулиці Богатирської. Під час підготовчих робіт пам'ятник залишили, але згодом його було демонтовано.[16]
5. 9 листопада в Севастополі розбито бюст Леніну в Троїцькій балці [17]

### Грудень
1. 14 грудня — Гайдари Зміївський район Харківська область, знесено бюст Леніна[18]

## Заміна пам'ятників

### Червень
- 12 червня 2017 — в Новоолексіївці та Лозоватці Приморського району Запорізької області пам'ятники Леніну було перероблено на пам'ятники Пилипові Орлику та Деянову[19]

- жовтень 2017 — в Бердянську Запорізької області погруддя Дзержинському, який знаходиться навпроти адміністративної будівлі Бердянської виправної колонії, було перероблено в бюст українського військового діяча періоду Хмельниччини, полковника Максима Кривоноса[20].

## Ліквідація пам'ятників іншим комуністичним діячам та інших радянських символів
Під час Ленінопаду повалили, демонтували чи пошкодили низку пам'ятників іншим комуністичним діячам, а також інші радянські символи.

### Лютий
1. Харків демонтовано серп і молот з будівлі ХНУ ім.Каразіна [21].
2. Суми — пам'ятник Івану Федьку.[22]

### Березень
1. 18 березня — Київ, знято меморіальну дошку Щусєву[джерело?].

### Квітень
1. 1 квітня — Дніпро, зафарбовано напис «Ленінський район»[23].
2. 6 квітня — Одеса, демонтовано меморіальну дошку на честь Григорія Котовського[24].
3. 9 квітня — Одеса, демонтовано пам'ятний знак на місці перемоги робітничих та солдатських загонів в боях 1918 року над військами Центральної Ради[25]
4. 16 квітня — Одеса, демонтована дошка Блюхеру[26]
5. 26 квітня — Баришівка Київська область, демонтовано зірки зі стовпів освітлення[27]
6. 27 квітня — Харків, демонтовано дошки Халтуріну і Муранову[28]
7. 27 квітня — Одеса, демонтовано дошка Терешковій Валентині[29]

### Травень
1. 7 травня — Одеса, демонтовано пам'ятний знак Жукову.[30]
2. 10 травня  — Київ, демонтовано серп і молот на перетині вул. Бурмистенка та Голосіївського проспекту.[31]
3. 12 травня — Львів, демонтовано перші дві пам'ятні дошки Я. Галану за адресами вул. Стрийська, 46 та Героїв Майдану, 18.[32]
4. 12 травня — Одеса, пошкоджено пам'ятну дошку Жукову.[33]
5. 16 травня — Харківщина, статую Фрідріха Енгельса демонтовано і передано Філу Колінзу для перевезення до Манчестеру[34]
6. 17 травня — Олесько Буського району, Львівщина. Пам'ятник будьонівцям.

### Червень
1. Суми — демонтовано «памятник міліціонерам, що загинули за радянську владу у 1917—1967 роках» біля будівлі СБУ[35]
2. 11 червня — Подільськ, Одеської області, на привокзальній площі демонтовано пам'ятник Котовському.[36]
3. 25 червня — Одеса, демонтовано таблички Жукову і Гайдару[37]
4. 28 червня — Харків, демонтовано барельєф Жукову[38]
5. 30 червня — Миколаїв, демонтовано серп і молот[39]

### Липень
1. 3 липня — Чернігів, демонтовано радянську символіку (серп і молот, зірки тощо)[40]
2. 11 липня — Чернігів, з центру міста прибрано могили радянських партизанів[41]
3. 12 липня — Харків, барельєф на заводі ім. Малишева[42]
4. 16 липня — Одеса, знесено старий будинок із табличкою Щорсові[43]

### Серпень
1. 7 серпня — Запоріжжя, на будівлі театру замінили серп і молот на українську символіку[44]
2. 10 серпня — Шумськ, Тернопільщина — демонтовано пам'ятник Васі Шишковському[45]
3. 11 серпня — Запоріжжя, стела «60-ліття СРСР»[46]
4. 24 серпня — Одеса, розбито бюст Жукову[47]

### Вересень
1. 12 вересня — Дніпро, з фасаду ДНУЗТ прибрано комуністичну символіку[48]
2. 15 вересня — Суми, пам'ятник «Дружби народів» демонтовано для перенесення до Музею комуністичного режиму до Путивлю[49]
3. 18 вересня — Корюківка, демонтовано погруддя комісару Олександру Гарньєру[50]

### Жовтень
1. 6 жовтня — у селі Кубей Болградського району Одеської області зусиллями Одеської обласної державної адміністрації та Болградської районної державної адміністрації демонтовано пам'ятник Калініну[10].
2. 23 жовтня — Чернігів, будівельниками було збито надпис з поліклініки: рос. Институт Физических Методов Лечения имени тов. Воровского.[51]
3. 30 жовтня — Рівне, петиція про демонтаж пам'ятника більшовику Олеку Дундичу набрала потрібну кількість голосів.[52]
4. 30 жовтня — Харків, демонтовано дошку Ярославу Галану.[53]
5. 31 жовтня — Руська Лозова, в селі було знищено пам'ятний знак на честь «воссоєдінєнія с росією» .[53]

### Листопад
1. 23 листопада — у м. Балта Одеської області демонтовано пам'ятник Карлу Марксу[54].
2. 25 листопада — у м. Запоріжжя викрали та розбили погруддя Йосипа Сталіна, яке було встановлене біля будівлі місцевого обкому Комуністичної партії України в 2010 році[55].

### Грудень
1. 2 грудня — у м. Львові скинуто з постаменту пам'ятник комуністу Великановичу[56].
2. 5 грудня — Харків, демонтовано могилу Миколи Руднєва, яка знаходилася на площі його ж імені, до її перейменування. У листопаді було ухвалене рішення щодо перепоховання решток на міському кладовищі взимку, з огляду на санітарні причини. Поховання виявилося черговим комуністичним фейком. Під час шурфування місця, де нібито похований Руднєв, окрім сміття під могильною плитою нічого не знайшли. Мінкультури планує змінити статус цього «поховання».[57]
3. 13 грудня — Корюківка (Чернігівщина), демонтовано погруддя Олексію Федорову[58].
4. 14 грудня — Харківська область, на залізничній станції «Будинок відпочинку», знесено бюст С. Орджонікідзе.[18]
5. 14 грудня — Харків, на вул. Куликівська, демонтовано дошку на честь комсомолу.[18]

### Пам'ятники і символи радянського мілітаризму 1941—1945рр.
Події Революції Гідності й подальша агресія Росії стали каталізатором переосмислення усього радянсько-більшовицького минулого України в найширшому сенсі, зокрема і події 1917—1920 рр. та 1939—1961 рр. Ленінопад зачепив й особливо значущі для радянсько-більшовицької героїки та «руского міра» символи, що викликало обурення РФ та проросійських сил.

#### Пошкоджено, але відновлено
- 19 січня — Харків. З монумента «Воїну-визволителю», присвяченому радянським солдатам, що «звільнили місто від фашистських окупантів у 1943 р.», було збито частину букв із напису на постаменті: збили напис «Воїну» і декілька літер у слові «визволителю».[59] За тиждень учасників події було затримано, вони викрали літери для того, щоб здати їх на металобрухт.[60]

#### Демонтовано частково або українізовано
- Лютий — Бровари. Демонтовано муляж ордена «Перемога» на центральному вході до однойменного парку. До того знак ще з вересня 2015 року прикривав логотип «Baby Boom Fest»[61].
- 14 березня  — Вінниця. 14 березня у Вінниці на «Меморіалі Слави» демонтували декілька цифр, які утворювали напис «1941-1945». Тепер на Меморіалі вказані нові роки «1939-1945»[62].

#### Цілковито усунуто
- 12 лютого — Кам'янське, Дніпропетровська область. На будові міськради демонтовано дошку, присвячену підпільному міськкому КП(б)У під керівництвом Казиміра Ляудіса, який діяв у місті під час Другої Світової Війни.[63]
- 15 березня — Черкаси. Міська рада одностайно ухвалила рішення про декомунізацію монумента Перемоги на в'їзді в місто на перехресті вулиць Смілянська та 30 років Перемоги. Згідно з рішенням, до 1 травня комунальники мають демонтувати з монумента чотири великих зображення Ордена Перемоги, який являє собою п'ятикутну радянську зірку із зображенням московського кремля. Замість радянського ордену на монументі має з'явитися державний герб України та герб Черкас.[64]

### Пам'ятники й меморіальні дошки Артема та його прибічників
Серед більшовицьких діячів особливе місце займає Артем, оскільки саме він був одним із головних творців Донецько-Криворізької радянської республіки, правонаступником якої нині вважають себе терористи з «ДНР» та «ЛНР».
- 7 лютого — Харків. Демонтовано дошку «героям Великого Жовтня» із написом «На цьому місті 25 червня 1919 року в боях за владу рад і комуністичну партію героїчно загинув екіпаж броньовика ім. тов. Артема (Сергеєва) автоброньового дивізіону спеціального призначення при Раднаркомі УРСР. Вічна слава героям Великого Жовтня»[65].
- 5 березня — Дніпро. Повалено погруддя Артема на території підприємства Дніпроважпапірмаш[66].
- 12 квітня — Харків. Знесено пам'ятник «Борцям за владу Рад» на братській могилі, що на станції Основа[67].
- Хватів, Львівська область. Пам'ятник бійцям Першої кінної армії частково розпиляно на метал[68].

## Цікаві факти
- В липні 2016 року було демонтовано всього два пам'ятника чи погруддя Леніну. Цей факт свідчить про значне очищення підконтрольної території України від символів тоталітаризму. Станом на початок серпня 2016 року пам'ятники та погруддя Леніну були повністю демонтовані в переважній більшості районних центрів та міст, прибрані з центральних площ всіх підконтрольних обласних та районних центрів. Натомість, на початок серпня всього в Україні із приблизно 1600 (сума знесених + ті, що лишились) лишалось близько 600 пам'ятників Леніну, з яких половина — на окупованих Росією і терористами територіях.
- Січень 2017 року став першим місяцем починаючи з грудня 2013 року впродовж якого не було демонтовано жодного пам'ятника чи погруддя Леніну.

 — місто Київ, в якому пам'ятники протягом періоду відповідно демонтовані/знесені
 — обласні центри України, в яких пам'ятники протягом періоду відповідно демонтовані/знесені
 — міста, в яких пам'ятники протягом періоду відповідно демонтовані/знесені
 — селища, села, селища міського типу, в яких пам'ятники протягом періоду відповідно демонтовані/знесені